# James Norton
James Norton fue un experimentado oficial británico que combatió en la armada brasileña durante la Guerra del Brasil.

## Biografía
James Norton nació en Newark-upon-Trent, Notts, Inglaterra, el 9 de junio de 1789, hijo de Richard Norton, familiar de Lord Grantley (Brinsley Norton). Ingresó a la Royal Navy en 1802 tomando parte de varias acciones contra las fuerzas danesas y contra los francesas durante las guerras napoleónicas sirviendo bajo el mando del almirante Edward Pellew, futuro Lord Exmouth.
Dejó tempranamente la real armada y pasó a la East India Company, donde estuvo al mando de numerosos buques en las Indias Orientales.
El 3 de noviembre de 1819 casó en Bombay, India, con Eliza Bland, viuda del teniente coronel Esmé Stewart Erskine (1789- †1817), veterano de la batalla de Waterloo e hijo de un par del reino, Thomas, lord Erskine (1750- †1823).
Norton asumió la responsabilidad por los tres hijos de Eliza Band, Thomas, Harry y Esme Erskine.
Tras declararse la independencia del Brasil de Portugal, el primer emperador Pedro I inició la formación de una poderosa escuadra para lo que contrató los servicios de Lord Thomas Cochrane y envió a Felisberto Caldeira Brant Marqués de Barbacena a Gran Bretaña para reclutar oficiales. El 23 de april de 1823 Barbacena daba cuenta sus gestiones en carta a Río de Janeiro dirigida al ministro de asuntos exteriores José Bonifacio. En la misma adjuntaba una lista de los oficiales comprometidos y recomendaba "particular atención de su Excelencia al comandante James Norton, oficial de excepcional capacidad, como surge de todas las consultas que he hecho sobre él: estoy convencido de que no podría haber encontrado un funcionario más eficiente. Ha servido con gran distinción en la Royal Navy con Lord Exmouth, quien formó una gran opinión de él, y tras su transferencia a la marina de la Compañía de la India, donde, como Vuestra Excelencia sabe, la disciplina y los reglamentos son los mismos que en la Armada Real, no ha dejado de ganar las mejores opiniones de sus directores y sus antiguos compañeros de la Armada Real. Tiene la ventaja adicional de ser yerno de Lord Erskine, lo que puede representar una ventaja política para nuestro nuevo Imperio".
Barbacena le tuvo tal confianza que le encargó el manejo de las compras para el equipamiento de la nueva escuadra, contribuyendo él mismo al reclutamiento de oficiales y marineros británicos para la escuadra.
Manteniéndose aún formalmente la Guerra de Independencia de Brasil, Gran Bretaña no podía como aliada de Portugal permitir la transferencia de naves o personal a Brasil, por lo que los marineros fueron enganchados como labradores y los oficiales como capataces. Finalmente Norton viajó con 5 buques nuevos y 147 oficiales rumbo a Sudamérica.
El 23 de agosto de 1823 arribó a Río. Ingresó a la armada del Imperio del Brasil con el grado de capitán de fragata, bajo promesa de poder pasar a retiro en un término de cinco años con pensión de media paga. Al mando de la fragata Ipiranga que terminó de alistar, partió para unirse a las fuerzas del jefe de división David Jewett en operación contra rebeliones en las provincias del norte.
En 1824 se produjo un alzamiento en Pernambuco, Río Grande do Norte, Paraíba y Ceará, que condujo a la proclamación de la Confederación del Ecuador. Por su desempeño en la represión del movimiento, que fue aplastado en seis meses por las fuerzas del emperador, fue ascendido el 9 de agosto de 1824 a capitán de navío destacándose poco después en la lucha por el control de Recife donde el 17 de septiembre encabezó el asalto de 400 hombres de la escuadra. Por su desempeño en la campaña.
Norton y su familia se integraron rápidamente a su nueva patria. El hijo menor de su esposa, Esme Erskine, sirvió como subteniente en la armada brasileña. Norton tuvo con su mujer cinco hijos propios: Marina, Fletcher Carioca, Federico de la Plata, William, Indiana Isabel y María Brasilia.
Al declararse la guerra del Brasil, Norton marchó al Río de la Plata con el grado de capitán de navío al mando de la Nictheroy (Niterói).
El 13 de mayo de 1826 Rodrigo Pinto Guedes tomó el comando de la escuadra brasileña en operaciones en reemplazo de José Rodrigo Ferreira Lobo, que pese a la evidente superioridad de su armada no sólo había sido incapaz de destruir a la escuadra argentina comandada por Guillermo Brown en los combates de Punta Colares (9 de febrero) y Banco de Ortíz (2 de mayo) y garantizar el bloqueo del puerto de Buenos Aires sino que había recibido ataques permanentes de la pequeña fuerza enemiga en Colonia del Sacramento, incluyendo los audaces asaltos del 26 de febrero y del 1 de marzo de 1826, y a Montevideo donde ante la falta de naves de porte en su escuadra Brown había intentado capturar las fragatas enemigas Nictheroy (9 y 10 de abril) y Emperatriz (27 y 28 de abril).
Pinto Guedes intentó reorganizar sus recursos y quitar la iniciativa a Brown. Creó 3 divisiones en operaciones: la Primera División u "Oriental" debía asegurar la costa oriental, la Segunda División o de "Bloqueo" y la Tercera División Naval Imperial que operaría sobre el río Uruguay, manteniendo una cuarta división en reserva.
Norton fue nombrado comandante de la Segunda División, con el apoyo de John Charles Pritz, comandante de su insignia la fragata Donna Paula. 
La segunda división destacada a las aguas más profundas al este de Buenos Aires, entre Colonia y la Punta de Ensenada o Monte Santiago en las costas bonaerense debía ejecutar un estricto bloqueo de la capital argentina impidiendo el tráfico marítimo y fluvial hacia y desde el puerto principal de Buenos Aires y los secundarios de la costa bonaerense (Las Conchas, Ensenada de Barragán y El Salado), e intentar contener y de ser posible destruir la escuadra de Brown.

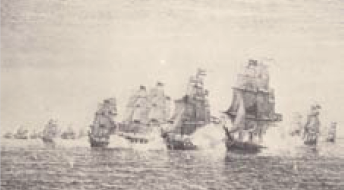
Combate de Quilmes.

Pronto Norton presionó sobre balizas exteriores de la ciudad: tras acciones menores en Los Pozos, en las inmediaciones del puerto, los días 23 y 25 de mayo de 1826, el 11 de junio de 1826 se produjo el combate de Los Pozos.
La acción no tuvo vencedores pero dada la disparidad de fuerzas se consideró un triunfo de Brown. El comandante argentino continuó buscando al adversario y los días 29 y 30 de julio de 1826 se produjo el combate de Quilmes.
Aunque las acciones fueron de resultado indeciso, la escuadra argentina redujo sus acciones en espera infructuosa de refuerzos, manteniendo misiones de apoyo logístico a la fuerza expedicionaria en territorio enemigo e iniciando una campaña de corso. Entre el 26 de octubre y el 7 de diciembre de 1826 Brown mismo burló el bloqueo e inició un Crucero sobre las costas de Brasil. De regreso a Buenos Aires Brown consiguió salir nuevamente con su escuadra y maniobrando entre las tred divisiones enemigas aisló a la Tercera en el Uruguay y la aniquiló en la Batalla de Juncal el 8 y 9 de febrero de 1827.
Mientras ese mes la suerte de las armas favorecía decididamente a la república (al Juncal se sumaron la derrota brasileña en la Batalla de Ituzaingó y en el Combate de Carmen de Patagones), el bloqueo encabezado exitosamente por Norton había llevado las finanzas públicas argentinas al borde del colapso.
Tras el regreso de la armada republicana el 7 y 8 de abril de 1827 se produjo el combate de Monte Santiago donde finalmente las fuerzas de Norton consiguieron vencer a Brown: Norton consiguió fijar con 18 naves de guerra (229 cañones) a 4 buques republicanos (63 cañones) al varar dos de ellos en el banco Río Santiago. Norton fue el comandante de la marina de Brasil en la batalla de Monte Santiago.
El 16 de junio de 1828 desde el Niger Norton interceptó con una reducida división de su escuadra (tres goletas) al bergantín Brandsen, buque corsario al mando del sargento mayor de marina Jorge De Kay, que navegando de regreso de un exitoso crucero varó sobre el banco de Monte Santiago, en las proximidades de Ensenada. En el Encuentro de Punta Lara el Brandsen ofreció una dura resistencia durante dos días. De Kay ofreció al agotar sus municiones y ante las graves averías que presentaba su nave, desembarcó a la dotación y siguió luchando desde las baterías emplazadas en la costa. Finalmente el Brandsen fue apresado e incendiado. A bordo del Niger, que había perdido a la mitad de sus hombres, Norton fue herido de gravedad en su brazo derecho, que luego le fue amputado.
Finalizada la guerra en 1828 se le concedió una pensión y recibió del emperador la medalla Boa Ordem y fue nombrado caballero de la Ordem Imperial do Cruzeiro. El 15 de enero de 1829 recibió el mando de la flamante fragata Isabel, construida en Italia, y pocos días después partió a Inglaterra conduciendo una misión diplomática encabezada por Márquez de Macio. De regreso escoltó a la fragata Emperatriz que conducía a la futura esposa del emperador.
Por esos servicios recibió la recientemente creada Ordem da Rosa y el 17 de octubre de 1829 fue promovido a jefe de división con el rango de contralmirante. En 1831 fue designado inspector general del Arsenal de Río de Janeiro. El 3 de diciembre de 1834 fue enviado a una misión en Nueva Zelanda y al regresar a bordo del Waterloo murió en el mar el 29 de agosto de 1835, dos días después de dejar puerto.
Su viuda publicó en 1837 una pequeña obra, La novia del Brasil (The Brazilian Bride), considerado "un cuento altamente sentimental e improbable".